# مسیر تاوه‌ای فون کارمان

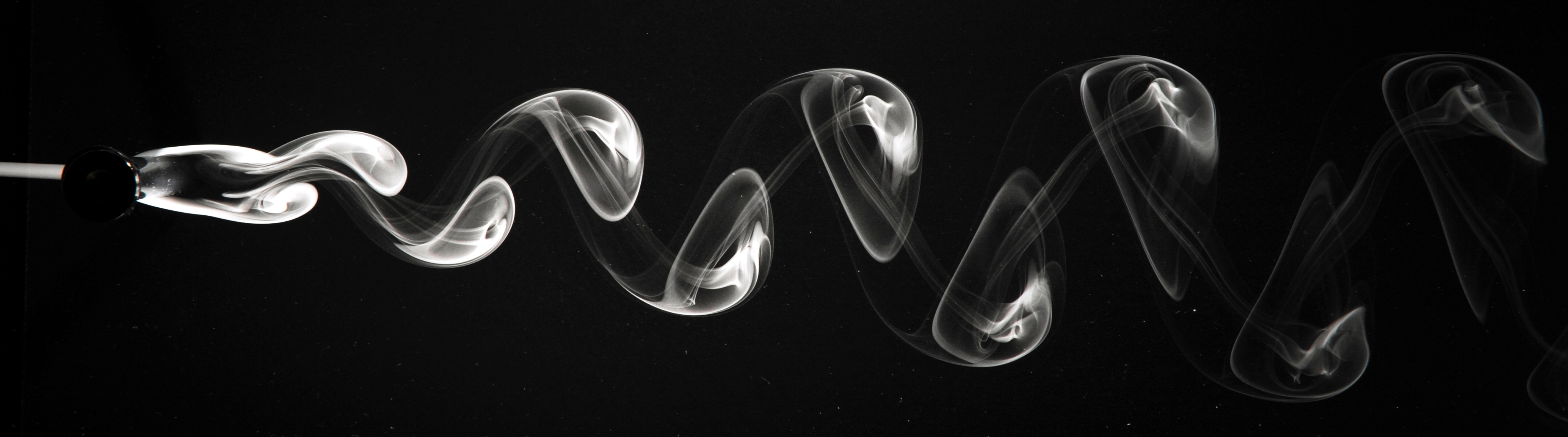
آشکارسازی راه‌گونی از تاوه‌های تشکیل شده پشت یک استوانهٔ در معرض جریان هوا؛ با تزریق بخار روغن در سطح لوله، این تاوه‌ها مرئی شده‌اند.

در دینامیک سیالات مسیر تاوه‌ای فون‌کارمان (به انگلیسی: von Kármán vortex street)
(یا راه‌گون تاوه‌ای فون‌کارمان) به الگوی تکرارشونده‌ای از حرکت چرخشی تاوه (Vortex) بر اثر جدایش جریان سیال حول جسمی غیرخط جریانی و ضخیم و در شرایط ناپایا گفته می‌شود. به پاس‌داشت زحمات مهندس و دانشمند مشهور در زمینهٔ دینامیک سیالات، تئودوره فون کارمان، این پدیده به این نام شهرت یافت. لرزش سیم‌های خطوط تلفن، ارتعاشات خطوط انتقال برق و ارتعاشات آنتن خودروهای در حال حرکت در سامانه‌ّای بی‌سیم از جمله نشانه‌های این پدیده هستند.

## تحلیل پدیده

پویانمایی مسیر تاوه‌ای پشت استوانه؛ جریان بالای صفحهٔ تقارن و پایین آن با دو رنگ متفاوت نشان داده شده‌اند.

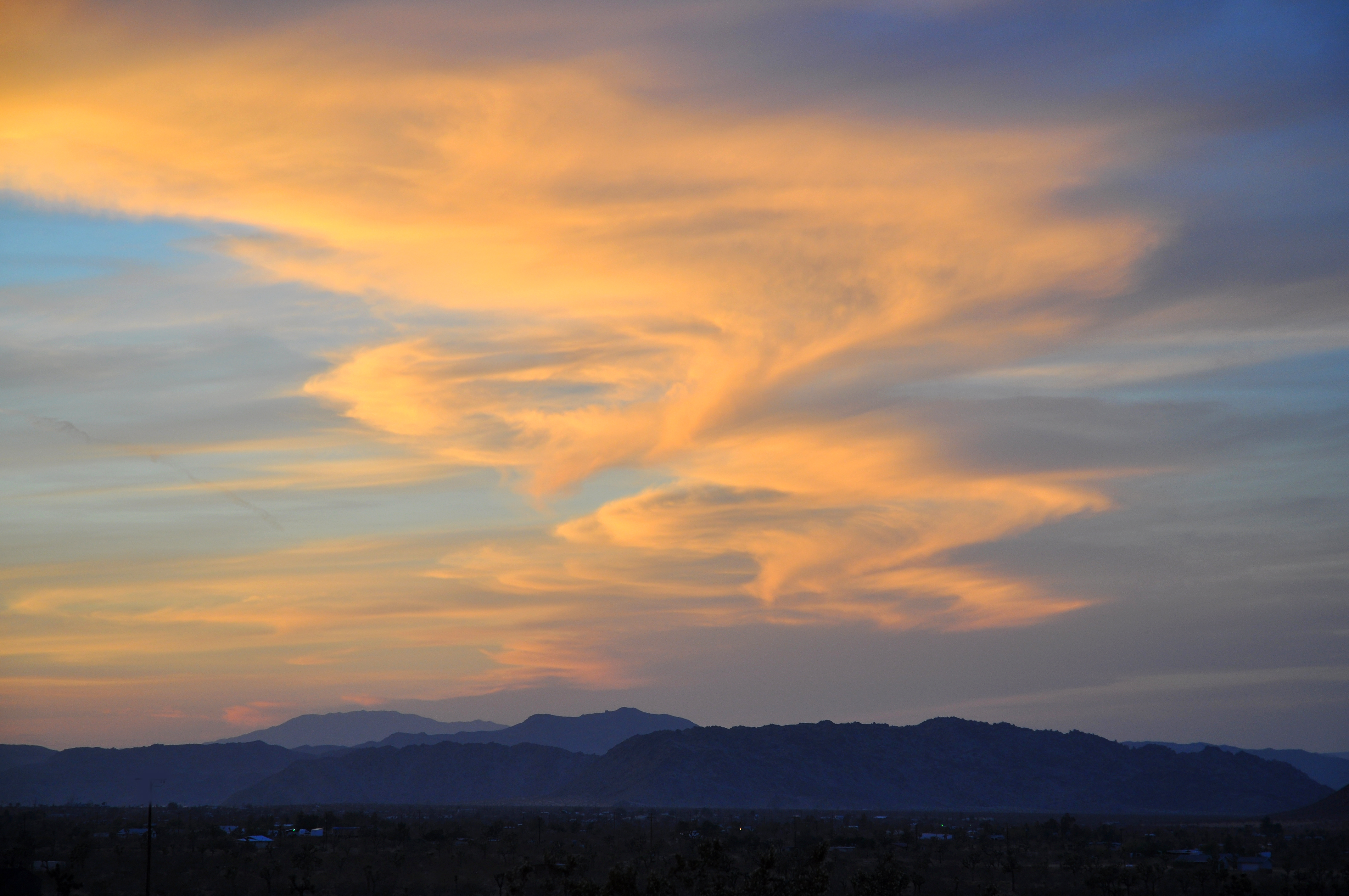
نمایی از مسیر تاوه‌ای فون کارمان که بر اثر عبور جریان جوی از روی ابرهای اقیانوس آرام شکل گرفته است

مسیر تاوه‌ای تنها در بازهٔ خاصی از رژیم حرکتی جریان سیال رخ می‌دهد، به این معنا که سرعت جریان یا به عبارت دقیق‌تر عدد رینولدز جریان باید در محدودهٔ خاصی قرار داشته باشد. معمولاً در گذر جریان سیال از روی اجسام، این پدیده در اعداد رینولدز بیش‌تر از ۹۰ رفته رفته پدیدار می‌شود؛ عدد رینولدز مفهومی کمی‌سازی شده از دو نیروی مهم وارد شونده به سیال، یعنی ماند و گرانروی، است و در شرایط مختلف میزان قدرت این دو نیرو را به صورت عددی بی‌بعد نشان می‌دهد. برای یک هندسه با طول مشخصهٔ L) L می‌تواند قطر لوله در جریان داخلی، یا طول استوانه در جریان خارجی یا… باشد) که در آن سیالی با گرانروی جنبش‌شناختی (سینماتیکی) {\displaystyle \nu } در حال عبور است (چه به صورت جریان داخلی، چه به صورت جریان خارجی)، عدد رینولدز به صورت زیر تعریف می‌شود:
{\displaystyle \mathrm {Re} _{L}={\frac {UL}{\nu _{0}}}}
در معادلهٔ بالا {\displaystyle U} سرعت مشخصهٔ بالادست جریان سیال است و تقریباً پارامتری عمومی در هندسه‌ها و شرایط مختلف فرض می‌شود. برای جریانات متداولی نظیر جریان آب در طبیعت یا جریان هوا در جو، معمولاً تغییرات گرانروی سینماتیکی نیز قابل اغماض است و مقداری لایتغیر با زمان خواهد داشت؛ در نتیجه مادامی که جریان سیال را بتوان تراکم‌ناپذیر فرض کرد و فرایندها نیز تغییرات دمایی چشم‌گیری نداشته باشند (با در نظر گرفتن بازهٔ دمایی محدود و معین) این پارامتر عدد رینولدز در شرایط گوناگون مقداری ثابت دارد.
با این همه سومین پارامتر عدد رینولدز، یعنی طول مشخصه، ماهیتی کاملاً قراردادی و دل‌به‌خواه دارد و حتماً در حین گزارش نتایج و تحلیل‌ها باید با ارائه دلایل و هندسه جریان، نوع تعیین این پارامتر مشخص شود. با این توضیحات مشخص است که وقتی صحبت از عدد رینولدز بحرانی برای پدیده‌ای خاص مطرح می‌شود، نقش هندسه جریان و نوع انتخاب طول مشخصه بسیار مهم است.
علاوه بر اهمیت عدد رینولدز بحرانی برای رخ دادن پدیدهٔ مسیر تاوه‌ای فون کارمان، شدت، شکل و بزرگی این گردابه‌ها نیز تابعی از عدد رینولدز هستند. در طیف وسیعی از اعداد رینولدز (47<Red<105 برای استوانه با قطر d) در گذر جریان سیال از روی استوانه (مطابق شکل) اِدی‌هایی (گردابهٔ کوچک eddy) به صورت پیوسته از هر سوی مرز میان استوانه و سیال شکل می‌گیرند و منحنی‌هایی از تاوه‌ها در پَس‌سایه (وِیک wake) جریان تشکیل می‌شوند؛ منحنی‌های شکل گرفته که شکلی شبیه نیم موج از توابع سینوس و کوسینوس را دارند، به سمت صفحهٔ فرضی گذرنده از مرکز استوانه که برای آن تقارن نیز ایجاد می‌کند، خم می‌شوند. در همین حال تاوه‌های دیگری نیز از سوی مخالف و از پایین به بالا با وضعیتی مشابه با این تاوه‌ها در صفحهٔ تقارن تلاقی می‌کنند و از تلاقی دو دسته منحنی ورتکس مشابه ولی در خلاف جهت یکدیگر، الگویی مطابق آنچه در تصاویر و ویدیوها مشاهده می‌شود، شکل می‌گیرد. به مرور زمان و بر اثر اضمحلال انرژی این تاوه‌ها توسط لزجت جریان، رفته‌رفته این الگو ناپدید می‌شود.
چنین پدیده‌ای از جهات مختلفی نظیر توزیع فشار سیال و نیروهای آیرودینامیکی بسیار مهم تلقی می‌شود و باید آثار آن در طراحی خودروها، اجسام پرنده و شناورها مورد بررسی قرار گیرد. از منظری دیگر، این پدیدهٔ تناوبی و سینوس‌وار دارای انرژی، پدیده‌ای ارتعاشی نیز محسوب می‌شود و در نتیجه دارای فرکانس نوسان نیز خواهد بود؛ در شرایطی خاص و در صورت برابری فرکانس نوسان خیابان گردابه‌های فون‌کارمن با فرکانس نوسانات طبیعی سیستم یا سازه، وقوع پدیدهٔ تشدید محتمل خواهد بود. البته ارتعاشی بودن این پدیده همواره به مفهوم مضر بودن آن نیست و از آن در زندگی روزمره استفاده‌های فراوانی می‌شود؛ در واقع ارتعاشات اجباری همین تاوه‌ها در فرکانسی خاص است که باعث لرزش و زنگ خوردن تلفن یا انتقال الکتریسیته در خطوط انتقال برق می‌شود.

## کاربرد در هواشناسی

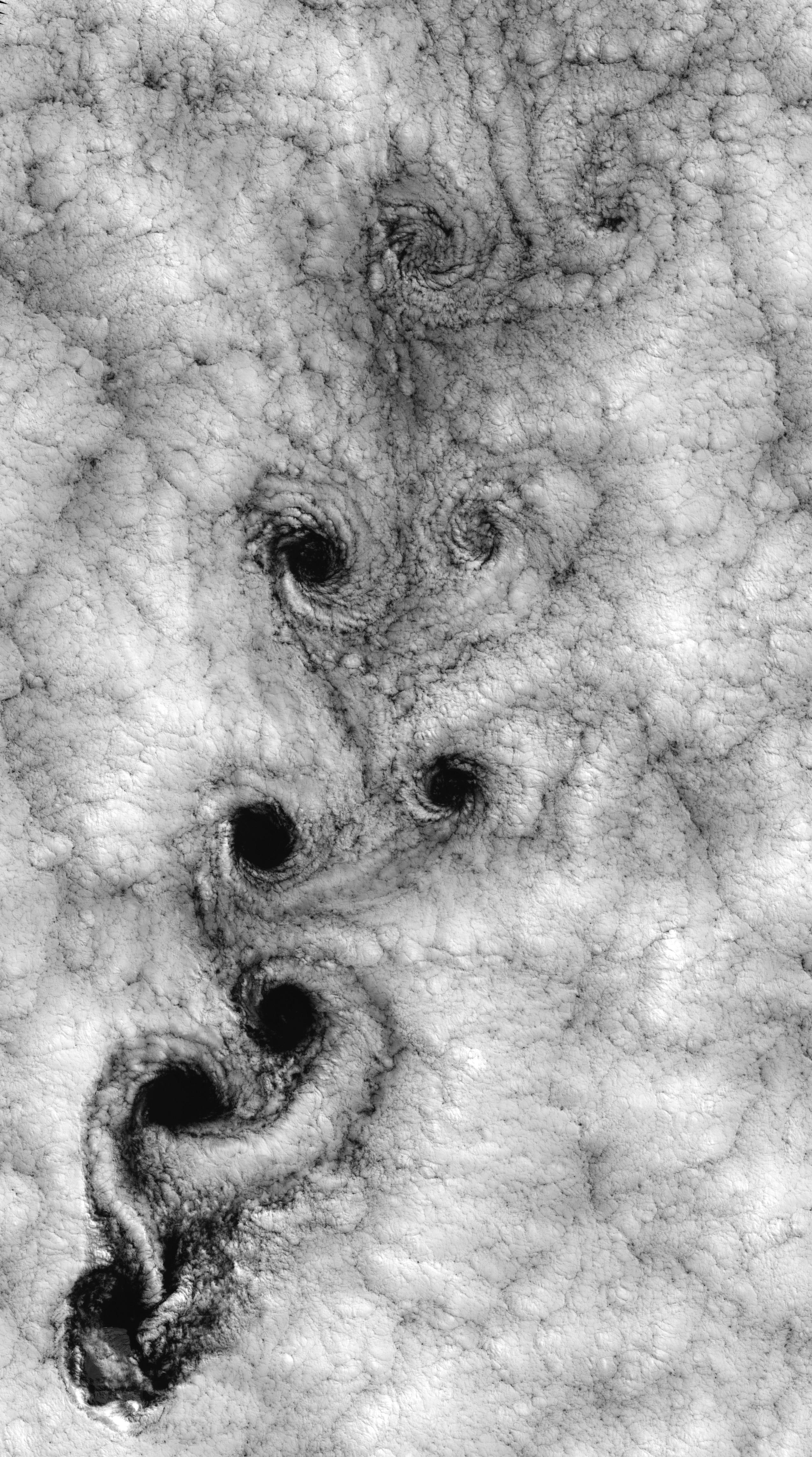
تصویر هوایی از تاوه‌های فون کارمان ناشی از جریان جوی بر روی جزایر خوان فرناندز در شیلی

گذر جریان جوی از بالای سر برخی سرزمین‌های کوچک نظیر جزایر یا رشته کوه‌های مرتفع دور افتاده، باعث تولید راه‌گون تاوه‌ای فون کارمان در آن‌ها می‌شود. هنگامی که لایه‌ای از ابر در ارتفاعات شکل می‌گیرد، این گردابه‌ها قابل رویت خواهند بود. در تصویر روبه‌رو یک عکس هوایی گرفته شده توسط ماهواره از چنین پدیده‌ای نشان داده شده‌است.

## معضلات مهندسی ناشی از این پدیده

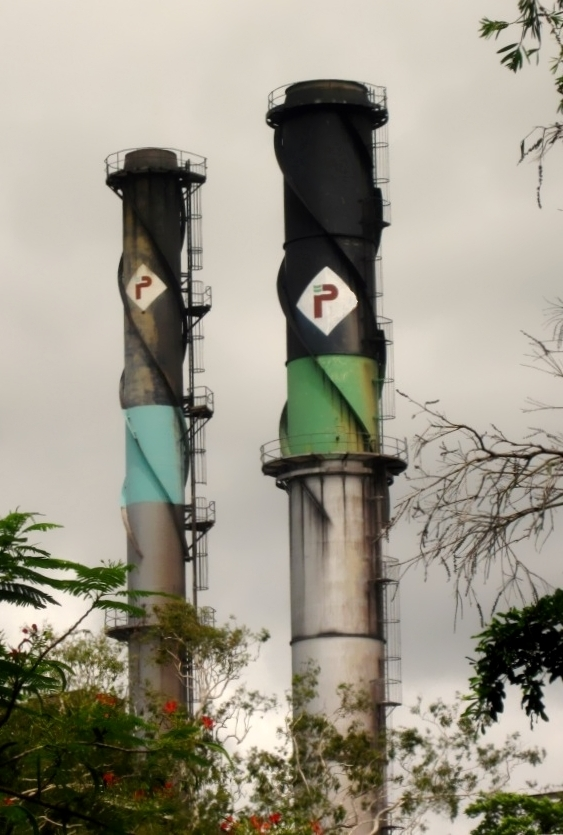
با تعبیه کردن پره‌های مارپیچی حول لوله‌های دودکش مرتفع، از وقوع پدیدهٔ مسیر تاوه‌ای فون کارمان و ارتعاشات متعاقب آن جلوگیری می‌شود.

در وضعیتی که جریان سیال هنوز چندان آشفته نشده‌است، حول ساختمان‌های مرتفع امکان تشکیل خیابان گردابه‌های فون‌کارمن وجود دارد و هرچه ارتفاع سازه بیش‌تر باشد، قدرت تاوه‌ها نیز بیش‌تر خواهد بود. در مناطق شهری که بسیاری از ساختمان‌های مرتفع کنار یکدیگر و با فاصلهٔ کم ساخته شده‌اند، شکل‌گیری طیف منظمی از این تاوه‌ها محتمل نخواهد بود. در مجموع در هر وضعیتی که بتوان برهم‌کنش میان سازه و سیال در اعداد رینولدز نسبتاً بالا را متصور شد، به علت تشکیل بارهایی متنوع و مخرب روی سازه، باید راه‌کارهایی مهندسی شده برای مقابله با این پدیده در نظر گرفته شود. زیردریایی‌ها، دودکش‌های صنعتی و آسمان‌خراش‌ها همگی مثال‌هایی از این سازه‌ها به‌شمار می‌روند.
یک ایدهٔ ابتدایی برای آن‌که از وقوع چنین ارتعاشات ناخواسته‌ای در سازه‌هایی با هندسهٔ استوانه‌ای شکل جلوگیری شود، نصب پره‌هایی در عرض سازه است تا به نوعی طول مشخصهٔ سازه را افزایش داده و عدد رینولدز بحرانی را برای شکل‌گیری این گردابه‌ها بالاتر ببرد (در یکی از ویدیوها این راهکار شبیه‌سازی شده‌است). با توجه به این‌که برای سازه‌های عظیمی چون آسمان‌خراش‌ها و برج‌های صنعتی وزش باد و تشکیل تاوه از تمامی جهات محتمل است، برای این موارد پره‌های مارپیچی شبیه به حدیدهٔ پیچ‌ها در بخش‌های فوقانی سازه تعبیه می‌شود تا با برهم زدن تقارن سه بعدی سازه، تجمیع تاوه‌ها و تشکیل خیابان گردابه‌ها به حداقل برسد. یک راه‌کار دیگر برای فائق آمدن بر این مشکل در سازه‌های مرتفع، ساخت سازه با قطر متغیر در طی افزایش ارتفاع است. از چنین سازه‌هایی با عنوان سازه‌های سرباریک (tapering) نیز یاد می‌شود. هدف اساسی از این کار، جلوگیری از یکسان شدن فرکانس طبیعی سیستم در تمامی مقاطع است و به این ترتیب می‌توان از وقوع پدیدهٔ تشدید جلوگیری کرد. وقوع مسیر تاوه‌ای فون کارمان برای برج‌های خنک‌کن ساخته شده از بتن باعث بروز ناپایداری‌های بسیار مخربی می‌شود. در سال ۱۹۶۵ سه برج خنک‌کن در نیروگاه فری‌بریج در ناحیهٔ یورک‌شر غربی انگلستان بر اثر وزش بادهای سهمگین و روی دادن این پدیده تخریب شدند. هم‌چنین تا مدت‌ها دانشمندان بر این باور بودند که دلیل اصلی تخریب پل تاکومای واشینگتن آمریکا نیز بر اثر تاوه‌های فون کارمان است، هرچند که بعدها ثابت شد این پدیده بر اثر پدیده‌ای به نام بال‌لرزه هواکشسانی (aeroelastic flutter) رخ داده است. هم‌چنین در هنگام نشستن هواپیماها و پرنده‌ها، پدیدهٔ تاوه‌های فون کارمان از مهم‌ترین مسائل به‌شمار می‌رود.

## فرمول‌بندی
یکی دیگر از اعداد بی‌بعدی که در پدیدهٔ مسیر تاوه‌ای فون کارمان نقشی اساسی ایفا می‌کند، عدد بی‌بعد اشتروهال (St) است. برای اعداد رینولدز بزرگ‌تر از ۲۵۰ و کوچکتر ۲۰۰ هزار چنین رابطه‌ای ارائه می‌شود:
{\displaystyle St=0.198\left(1-{\frac {19.7}{Re_{d}}}\right)\ }
که در آن:
{\displaystyle St={\frac {fd}{U}}}
- f بسامد تاوه‌های شکل‌گرفته
- d قطر استوانه
- U سرعت مشخصهٔ جریان